# Информзащита
«Информзащита» — российский холдинг, специализирующийся в области информационной безопасности автоматизированных систем управления. Компания ведёт свою деятельность более 20 лет на российском рынке информационной безопасности. В группу компаний «Информзащита», основанную в августе 1995 года, входит пять компаний: НИП «Информзащита», «Информзащита-Сервис», «СПЕЙСБИТ», «Национальный аттестационный центр» и Учебный центр «Информзащита». Компании группы ведут свою деятельность на основании лицензий ФСТЭК России, Минобороны России, СВР России и ФСБ России.

## История
Компания начинает свою историю с 1990 года, когда под эгидой Гостехкомиссии была образована Ассоциация информационной безопасности «Информзащита». Учредителями Ассоциации стали 14 предприятий разных форм собственности, работающих в области защиты информации.
В 1995 году из существующей Ассоциации образовывается Научно-инженерное предприятие «Информзащита». Компания получает Лицензию Гостехкомиссии России на разработку и поставку средств защиты информации. В этом же году впервые состоялась массовая поставка аппаратно-программной системы информации Secret Net, созданной в компании и предназначенной для защиты Государственной автоматизированной системы «Выборы».
В 1996 году компания получила три сертификата Гостехкомиссии России на новые продукты — системы защиты для ОС Windows NT и Windows 95, это были первые в России сертифицированные решения для этих платформ. Также было подписано соглашение с американской компанией Internet Security Systems об эксклюзивном праве распространения продуктов ISS в России и странах СНГ.
В 1998 году компания создает Учебный центр «Информзащита» и получает статус авторизованного учебного центра Internet Security Systems. Также в этом году компания получила шесть лицензий ФАПСИ на право проведения работ, связанных с созданием, производством и распространением средств криптографической защиты информации для гостайны и конфиденциальной информации. По техническому заданию ФАПСИ был разработан электронный замок «Соболь». Впервые начались работы по созданию криптографических маршрутизаторов «Континент-К» и «Континент-С».
В начале 2000-х годов были получены первые сертификаты ФАПСИ на продукты компании, предназначенные для защиты государственной тайны. Учебный центр «Информзащита» разработал и внедрил более 20 учебных курсов, по которым обучено более 800 специалистов. Также существенно расширилась линейка собственных систем защиты от несанкционированного доступа Secret Net, что было подтверждено получением семи сертификатов Гостехкомиссии России. Система защиты Secret Net NT 1.0 сертифицирована Министерством обороны.
В 2002 году более 600 новых компаний из России и стран СНГ доверили компании выполнение работ по обеспечению информационной безопасности своих автоматизированных систем.
В 2004-2005 годах было открыто первое зарубежное представительство компании в республике Казахстан и создан Национальный аттестационный центр. В этот период «Информзащита» расширила партнерскую сеть, и уже имела 12 новых партнеров в шести регионах России. Также совместно с компанией Cybertrust произведено встраивание российских криптоалгоритмов в одно из крупнейших PKI решений промышленного масштаба — Unicert.
В 2006 году «Информзащита» стала первой из российских компаний, получившей статус VISA Qualified Security Assessor. Как обладатель этого статуса и партнер Visa International, компания начала предоставлять услуги по аудиту на соответствие международному стандарту Payment Card Industry Data Security Standard. Еще одно партнерское соглашение было подписано с Британским институтом стандартов, благодаря чему в 2006 году «Информзащита» сформировала полный комплекс услуг по стандарту ISO 27001.
В 2007 году компания выиграла крупнейший тендер России в области информационной безопасности, согласно которому начала поставки средств защиты информации для оснащения свыше 50 000 рабочих станций и серверов Федерального казначейства. В рамках группы компаний «Информзащита» создана компания SafeLine, которая стала специализированным дистрибьютором по решениям информационной безопасности.
В 2008 году в группе компаний была создана компания Trustverse, разработчик автоматизированных средств управления доступом и защиты информации. Также была создана компания «Код безопасности», главная задача которой развитие собственной линейки программно-аппаратных средств защиты информации (СЗИ).
В 2009 году компания объявлена лучшим партнером BSI Management Systems CIS по информационной безопасности 2008 года. В рейтинге CNews занимает третье место.
В 2011 году компания стала членом Ассоциации Развития Медицинских Информационных Технологий (АРМИТ).
В 2012 году компании удалось занять третью строку в рейтинге крупнейших компаний России в сфере защиты информации по версии интернет-издания CNews. По мнению аналитиков издания, «Информзащита» — стала лидером рынка ИБ по динамике роста. Также компания приняла решение о продаже компании SafeLine, ранее входивший в ее состав. По версии РА «Эксперт» «Информзащита» вошла в Топ-30 ведущих российских ИТ-компаний. За этот год выручка составила 3 млрд 512 млн рублей, этот показатель на 49% превысил показатели прошлого года (2 млрд 350 млн рублей).
В 2013 году группа компаний «Информзащита» приняла решение о продаже компании SafeLine, ранее входивший в ее состав. Также в этом году экономический журнал «Коммерсантъ Деньги» поместил ГК «Информзащита» на 23-е место в списке крупнейших участников российского ИТ-рынка. В Топ-100 крупнейших ИТ-компаний России, составленном аналитиками интернет-издания CNews, компания занимает 41-ю строку.
В 2014 году компания получила статус Visa Security Assessor международной платежной системы Visa по программе безопасности ACS (Access Control Server Security program) и стала единственным в России аккредитованным аудитором по данному направлению.
В июле 2015 года был создан Сервисный центр (itsoc.ru), основной задачей которого является обеспечение работоспособности систем информационной безопасности клиентов ГК «Информзащита».
За 2016 год компанией было реализовано около 400 проектов — для государственных организаций, компаний финансовой сферы, нефтегазовой промышленности, силового блока и других отраслей экономики России. Весь год компания инвестировала в расширение технологической базы Сервисного центра и развитие лаборатории по ИБ-решениям: было развернуто более 150 стендов и свыше 200 тестовых зон. По результатам ежегодного рейтинга «Крупнейшие российские компании в сфере защиты информации» издательства CNews Analytics «Информзащита» заняла 4 место. Также «Информзащита» посвятила наращиванию компетенций по основным направлениям информационной безопасности: анализ защищенности информационных систем и программного обеспечения, проектирование и внедрение систем ИБ, мониторинг, аудит и консалтинг по вопросам обеспечения информационной безопасности в финансовых, промышленных, государственных и иных секторах экономики. В 2016 году компания заключила соглашения об информационном обмене с системами Центра мониторинга и реагирования на компьютерные атаки в кредитно-финансовой сфере Банка России (FinCERT).Также компания успешно сертифицировала программное обеспечение TellME 7™ на соответствие требованиям международного стандарта безопасности индустрии платежных карт PA-DSS версии 3.2.
С 2018 года компания проводит ежегодные стажировки молодых специалистов. На бесплатную стажировку поступают студенты ВУЗов-партнеров, которые проходят стажировку в два этапа: несколько недель теоретической подготовки, затем отбор лучших по результатам занятий, и 3 месяца обучения в профильных отделах. После стажировки в профильных отделах и выполнения поставленных задач, стажеры могут быть зачислены в штат компании, иногда с частичной занятостью, продолжая обучение в ВУЗе. По итогам стажировки 2019 года из 67 студентов 23-х ВУЗов Москвы приглашение на работу получили 15 человек.
В 2019 году компания "Информзащита" получила право исполнять функции центра ГосСОПКА. Соглашение о взаимодействии между ФСБ России и компанией «Информзащита» даёт Центру обнаружения, предупреждения и ликвидации последствий компьютерных атак компании «Информзащита», работающему под брендом IZ:SOС, право исполнять функции центра ГосСОПКА для государственных органов Российской Федерации, российских юридических лиц и индивидуальных предпринимателей.
В начале 2020 года Минкомсвязь РФ включила компанию «Информзащита» в перечень системообразующих организаций российской экономики в сфере информации и связи.

## Руководство
- Петр Валентинович Ефимов — сооснователь и президент Группы компаний «Информзащита», также генеральный директор системного интегратора «Информзащита». Отвечает за развитие бизнеса всех компаний, входящих в Группу. До создания собственного бизнеса несколько лет работал в Генеральном штабе Вооруженных Сил Российской Федерации — участвовал в создании АСУ и внедрении персональных компьютеров и локальных сетей.
- Олег Викторович Чутов — вице-президент группы компаний «Информзащита». Первый заместитель генерального директора ФГУП «Московская городская радиотрансляционная сеть» и директор департамента научно-технического и стратегического развития отрасли Министерства связи и массовых коммуникаций Российской Федерации.
- Леонид Михайлович Ухлинов — исполнительный директор НИП «Информзащита». Профессор, доктор технических наук, генерал-лейтенант таможенной службы и Лауреат Премии Правительства Российской Федерации в области науки и техники[19].

## Структура группы
- НИП «Информзащита» — специализируется в области консалтинга, аудита и анализа защищенности, также проектирования, внедрения, сопровождения и техподдержки решений по обеспечению информационной безопасности автоматизированных систем различного назначения.
- «СПЕЙСБИТ» — российский разработчик продуктов и решений для обеспечения информационной безопасности.
- Учебный центр «Информзащита» — специализированный центр обучения и повышения квалификации специалистов по защите информации. Осуществляет подготовку сотрудников служб информационной и экономической безопасности. За 19 лет работы Учебного центра по его программам было обучено более 68 000 специалистов государственных и коммерческих организаций.
- «Национальный аттестационный центр» — орган по аттестации, аккредитованный Федеральной службой по техническому и экспортному контролю в системе сертификации средств защиты информации по требованиям безопасности информации, для проведения аттестации объектов информатизации.
- «Информзащита-Сервис» — специализируется на аутсорсинге, сопровождении и технической поддержке решений ИБ.

## Деятельность
Компания «Информзащита» обеспечивает информационную безопасность автоматизированных систем различного назначения и любого уровня сложности. Системный интегратор входит в структуру группы компаний «Информзащита». Сегодня в компании работает 730 человек.
В июле 2015 года была создана компания «Информзащита – Сервис» (Сервисный центр). Основная специфика Сервисного центра — аутсорсинг, сопровождение и техническая поддержка систем информационной безопасности.
В июле 2016 года компания сформировала Центр по противодействию мошенничеству, выполняющий проекты по созданию и внедрению антифрод-систем и аудиту финансовых организаций, и ведущий работы по построению и поддержке систем защиты бизнес-процессов и приложений.
В феврале 2017 года компания образовала Центр промышленной безопасности, специализирующийся в области защиты промышленных систем и объектов критической инфраструктуры.
По версии журнала «Эксперт», в 2014 году в списке крупнейших российских компаний в области информационных и коммуникационных технологий «Информзащита» занимает 21-е место.
По данным интернет-издания CNews, в 2015 году в рейтинге крупнейших компаний России в сфере защиты информации «Информзащита» занимает 4-е место, и 24-е место в списке крупнейших участников российского ИТ-рынка по версии журнала «Коммерсантъ-Деньги».
Выручка компании за 2014 год превысила отметку в 4 млрд рублей (4 % годового роста).
Выручка компании за 2015 году составила 5,249 миллиардов рублей (28 % годового роста)..
В 2016 году совокупная выручка компании составила 6,867 млрд руб.
В 2020 году совокупная выручка компании составила 7,282 млрд руб.

## Санкции
В декабре 2023 года, из-за российского вторжения на Украину, холдинг включён в санкционный список всех стран Евросоюза как организация «работающая в российском секторе информационных технологий и имеющая лицензию, выданную Центром ФСБ по лицензированию, сертификации и защите государственной тайны». По аналогичному основанию холдинг включён в санкционный список Украины и Швейцарии.